# 岭东街道 (铁岭市)
岭东街道，是中华人民共和国辽宁省铁岭市银州区下辖的一个乡镇级行政单位。

## 行政区划
岭东街道下辖以下地区：
辽职院社区、文荟社区、左家社区、蓝盾社区、彩桥南社区和彩桥北社区。